# Grône
Grône é uma comuna da Suíça, no Cantão Valais, com cerca de 2.002 habitantes. Estende-se por uma área de 21,1 km², de densidade populacional de 95 hab/km². Confina com as seguintes comunas: Chalais, Nax, Saint-Jean, Saint-Léonard, Sierre, Sion. 
A língua oficial nesta comuna é o Francês.